# Wolfgang Müller (Schauspieler, 1953)
Wolfgang Müller (* 10. August 1953 in Köln) ist ein deutscher Schauspieler und Synchronsprecher.

## Karriere
Wolfgang Müller studierte nach dem Abitur zwei Semester an der Musikhochschule Köln mit Schwerpunkt Gesang, klassische Gitarre und Bass. Er besuchte die Schauspielschule der Keller und hatte sein erstes Engagement am Theater der Keller. Von 1967 bis 1980 war er am Schauspielhaus Köln als Schauspieler und Regisseur beschäftigt.
Er begann in den frühen 1970er Jahren mit kleineren Rollen seine Schauspielertätigkeit in deutschen Fernsehserien. Hier war er in Der Alte und Derrick zu sehen. In der Serie Die Männer vom K3 spielte er die Serienrolle des Tommie Beyer. Unter anderem agierte er in Fernsehserien wie Alarm für Cobra 11 – Die Autobahnpolizei, Küstenwache und Lasko – Die Faust Gottes. Seine wohl bekannteste Rolle spielte er zwischen 2002 und 2021 in der Serie Um Himmels Willen als Bauunternehmer Hermann Huber.
Müller ist mit seinem eigenen Synchronstudio auch als Synchronsprecher aktiv. Seit 1987 synchronisierte er beispielsweise Patrick Swayze, Bill Paxton und James Woods. Er war auch bei einigen Harry-Potter-Filmen als die Stimme von Jason Isaacs (Lucius Malfoy) zu hören.

## Filmografie (Auswahl)

### Als Darsteller
- 1975: Der Kommissar – Folge 95: Eine Grenzüberschreitung
- 1976–1986: Derrick (TV-Serie, sieben Folgen)
- 1977: Schulmädchen-Report. 11. Teil: Probieren geht über Studieren
- 1978: Der Alte – Die Kolonne
- 1980: Der Alte – Mord nach Plan
- 1982: Tatort – Trimmel und Isolde (TV)
- 1983: Der Schrei nach Leben
- 1983: Der Alte – Freundschaftsdienst
- 1984: Eine Frau für gewisse Stunden (auch Regie)
- 1987: Die Krimistunde (Fernsehserie, Folge 27, Episode: „Der Mann mit den zwei Gesichtern“)
- 1988–2003: Die Männer vom K3 (TV-Serie)
- 1990: Polizeiruf 110 – Warum ich … (TV)
- 1991: Polizeiruf 110 – Das Treibhaus (TV)
- 1993: Tatort – Flucht nach Miami (TV)
- 1993: Ein Fall für zwei – Martins Tod (TV-Serie)
- 1995: A.S. – Auf eigene Faust (TV)
- 1995: Polizeiruf 110 – 1A Landeier (TV)
- 1995: Polizeiruf 110 – Roter Kaviar (TV)
- 1997: Polizeiruf 110 – Gänseblümchen (TV)
- 1997–2000: Alarm für Cobra 11 – Die Autobahnpolizei (TV-Serie)
- 1998: Polizeiruf 110 – Mordsmäßig Mallorca (TV)
- 2000: Tatort – Direkt ins Herz (TV)
- 2000: Polizeiruf 110 – La Paloma (TV)
- 2000: Polizeiruf 110 – Bruderliebe (TV)
- 2000: Küstenwache (TV-Serie)
- 2001: Klassentreffen – Mordfall unter Freunden
- 2002–2021: Um Himmels Willen
- 2003: Forsthaus Falkenau – Katharina in Not
- 2003: Hitler – Aufstieg des Bösen
- 2006: Lasko – Die Faust Gottes (TV-Serie)
- 2008: Tischlein deck dich (ARD-Märchenfilmreihe Sechs auf einen Streich)
- 2009: Die Rosenheim-Cops – Irren ist mörderisch
- 2011: Case Histories (TV-Serie GB) 2011–2013
- 2016: Heldt – Kalter Hund
- 2019: Der Bergdoktor – Schmerz
- 2022: Hubert ohne Staller – Tod am Schlafbaum

### Als Synchronsprecher
Jason Isaacs
- 2002: Harry Potter und die Kammer des Schreckens als Lucius Malfoy
- 2005: Harry Potter und der Feuerkelch als Lucius Malfoy
- 2007: Harry Potter und der Orden des Phönix als Lucius Malfoy
- 2010: Harry Potter und die Heiligtümer des Todes: Teil 1 als Lucius Malfoy
- 2011: Harry Potter und die Heiligtümer des Todes: Teil 2 als Lucius Malfoy
- 2016: A Cure for Wellness als Dr. Heinrich Volmer

Patrick Swayze
- 1987: Dirty Dancing als Johnny Castle
- 1988: Dirty Tiger als Chuck „Tiger“ Warsaw
- 1993: Der Kidnapper als Jack Charles
- 1998: Letters from a Killer als Race Darnell
- 2004: Dirty Dancing 2 – Heiße Nächte auf Kuba als Tanzlehrer
- 2010: Chaos unterm Weihnachtsbaum als Wayne Saunders

#### Filme
- 1994: Freddy’s New Nightmare – Robert Englund als Freddy Krueger
- 1994: Tess und ihr Bodyguard – Edward Albert als Barry Carlisle
- 1997: Die Bestie mit den fünf Fingern – Peter Lorre als Hilary Cummins
- 1997: Das Relikt – Tom Sizemore als Lt. Vincent D'Agosta
- 2000: Vertical Limit – Bill Paxton als Elliot Vaughn
- 2010: Spy Daddy – George Lopez als Glaze
- 2014: Wie schreibt man Liebe? – J.K. Simmons als Dr. Lerner
- 2019: Monsieur Claude 2 – Christian Clavier als Claude Verneuil

#### Serien
- 1996: Die Nanny – Jason Alexander als Jack
- 2009: Law & Order: UK – Bradley Walsh als Det. Sgt.	Ronnie Brooks
- 2012: Luck – Kevin Dunn als Marcus
- 2013: Die Simpsons – Hank Azaria als Sleazy Sam
- 2014: The Night Shift – Steven Bauer als Milo Osbourne
- 2015: The Missing – Ken Stott als Ian Garrett
- 2017: Salvation – Dennis Boutsikaris als Malcolm Croft
- 2021: Paris Police 1900 – Christian Hecq als Alphonse Bertillon